# الواد لخضر (إقليم قلعة السراغنة)
الواد لخضر  (بالإنجليزية: LOUED LAKHDAR)‏ هي جماعة قروية تابعة لإقليم قلعة السراغنة ضمن جهة مراكش تانسيفت الحوز بالمغرب. بلغ مجموع عدد سكان  الواد لخضر حسب إحصاءات 2004 حوالي 9362 نسمة يعيشون في 1469 أسرة.

## إحصاء عام
| السنة | عدد السكان | عدد الأسر | عدد الأجانب |
| ----- | ---------- | --------- | ----------- |
| 1994  | 9694       | 1397      | °°°°        |
| 2004  | 9362       | 1469      | 0           |